# Дегреф, Тристан
Триста́н Дегре́ф (фр. Tristan Degreef; родился 19 января 2005) — бельгийский футболист, вингер клуба «Андерлехт».

## Клубная карьера
Воспитанник футбольной академии клуба «Андерлехт». В июле 2021 года подписал с клубом профессиональный контракт. 31 октября 2023 года дебютировал в основном составе «Андерлехта», выйдя на замену в матче Кубка Бельгии против клуба «РААЛ Ла-Лувьер». 28 января 2024 года дебютировал в бельгийской Про-лиге в матче против «Юниона». 28 ноября 2024 года забил свой первый гол за клуб в матче общего этапа Лиги Европы УЕФА против «Порту».

## Карьера в сборной
Выступал за сборную Бельгии до 19 лет.